# يان شيوبنر
يان شيوبنر (بالألمانية: Jan Schöppner)‏ هو لاعب كرة قدم ألماني، ولد في 12 يونيو 1999 في ألمانيا.

## وصلات خارجية
- يان شيوبنر على موقع قاعدة بيانات كرة القدم.إي يو (الإنجليزية)
- يان شيوبنر على موقع بيانات كرة القدم. دي إي (الألمانية)
- يان شيوبنر على موقع Soccerbase.com (لاعب) (الإنجليزية)
- يان شيوبنر على موقع Soccerway.com (الإنجليزية)
- يان شيوبنر على موقع عالم كرة القدم.نت (الإنجليزية)